# Ezonstad
Ezonstad (Fries: Esonstêd) was volgens de Friese apocriefe geschiedschrijving een Friese stad aan de Lauwerszee in Oostdongeradeel, ongeveer waar nu Ezumburen en de Ezumazijl liggen.
Volgens de verhalen zou de stad omstreeks 341 gebouwd zijn door Odilbald, de zesde hertog van de Friezen. In 808 werd Ezonstad door de Noormannen bijna geheel geplunderd en afgebrand. Met hulp van het rijke Stavoren werd de stad spoedig herbouwd. In 958 werd Ezonstad nog een machtige stad genoemd; waardoor de stad in verval is geraakt is niet bekend. Ter plaatse bevond zich een kasteel dat in 1422 door de Vetkopers werd gesloopt.
Wiebe Jannes Formsma heeft betoogd dat Ezonstad in het geheel niet heeft bestaan, maar ontsproten is aan de hoofden van 16e-eeuwse Friese geschiedschrijvers.
Het nieuwe Esonstad, een recreatienederzetting, is naar deze stad genoemd.